# Butandiol-Dehydrogenase
Butandiol-Dehydrogenasen (auch Acetoin-Reduktasen) sind Enzyme, welche die stereoselektive Reduktion von Diacetyl und Acetoin zu 2,3-Butandiol unter Verwendung von NAD(P)H bzw. NAD(P)+ als Cofaktor katalysieren. Auch die Rückreaktion, die Oxidation von 2,3-Butandiol zum Acetoin, wird von diesen Enzymen katalysiert. Sie gehören zur Familie der Oxidoreduktasen.

## Eigenschaften
Butandiol-Dehydrogenasen können in die Superfamilie der „medium-chain“-Dehydrogenasen (MDR) und „short-chain“-Dehydrogenasen (SDR) unterteilt werden. Butandiol-Dehydrogenasen aus der MDR-Superfamilie, zu denen die (R,R)-Butandiol-Dehydrogenasen zählen, bilden meistens Homodimere und zählen zu den Zink-abhängigen Alkoholdehydrogenasen (ZnADH). Generell sind ZnADH aus zwei Untereinheiten aufgebaut, wobei eine den Cofaktor bindet und die andere die Zinkionen koordiniert und somit die katalytisch aktive Domäne formt. ZnADH besitzen typischerweise 
zwei tetraedrisch koordinierte Zinkionen, von denen eines eine katalytische Aktivität aufweist, wohingegen das zweite strukturelle Funktionen übernimmt, indem es die Bindung der Untereinheiten koordiniert.
Butandiol-Dehydrogenasen aus der SDR-Superfamilie, zu denen die (S,S)- und meso-Butandiol-Dehydrogenasen zählen, bilden eine große, funktionell sehr heterogene Proteinfamilie. Sie bilden vorwiegend Homotetramere. Diese Enzyme sind nicht metallionenabhängig. Untereinander besteht eine geringe Sequenzhomologie von lediglich 15–30 %, jedoch besitzen sie eine hohe strukturelle Ähnlichkeit in ihrem α/β-Faltungsmuster mit zentralem β-Faltblatt, das typisch für eine Rossmann-Faltung ist. Zu den konservierten Sequenzregionen gehören ein N-terminales T-G-X3-G-X-G-Motiv, das Teil der Nukleotidbinderegion ist, und die im aktiven Zentrum vorhandene katalytische Triade, bestehend aus Serin-, Tyrosin-, Lysin-Resten. Tyrosin ist dabei in der gesamten Familie am häufigsten konserviert.
Der Reaktionsmechanismus der Butandiol-Dehydrogenasen entspricht dem der Alkoholdehydrogenasen.

## Verwendung
Butandiol-Dehydrogenasen werden insbesondere zur mikrobiellen Synthese von 2,3-Butandiol verwendet. Dabei werden häufig Mikroorganismen wie Klebsiella sp., Paenibacillus polymyxa oder Serratia marcescens eingesetzt.